# 南部町多目的バス

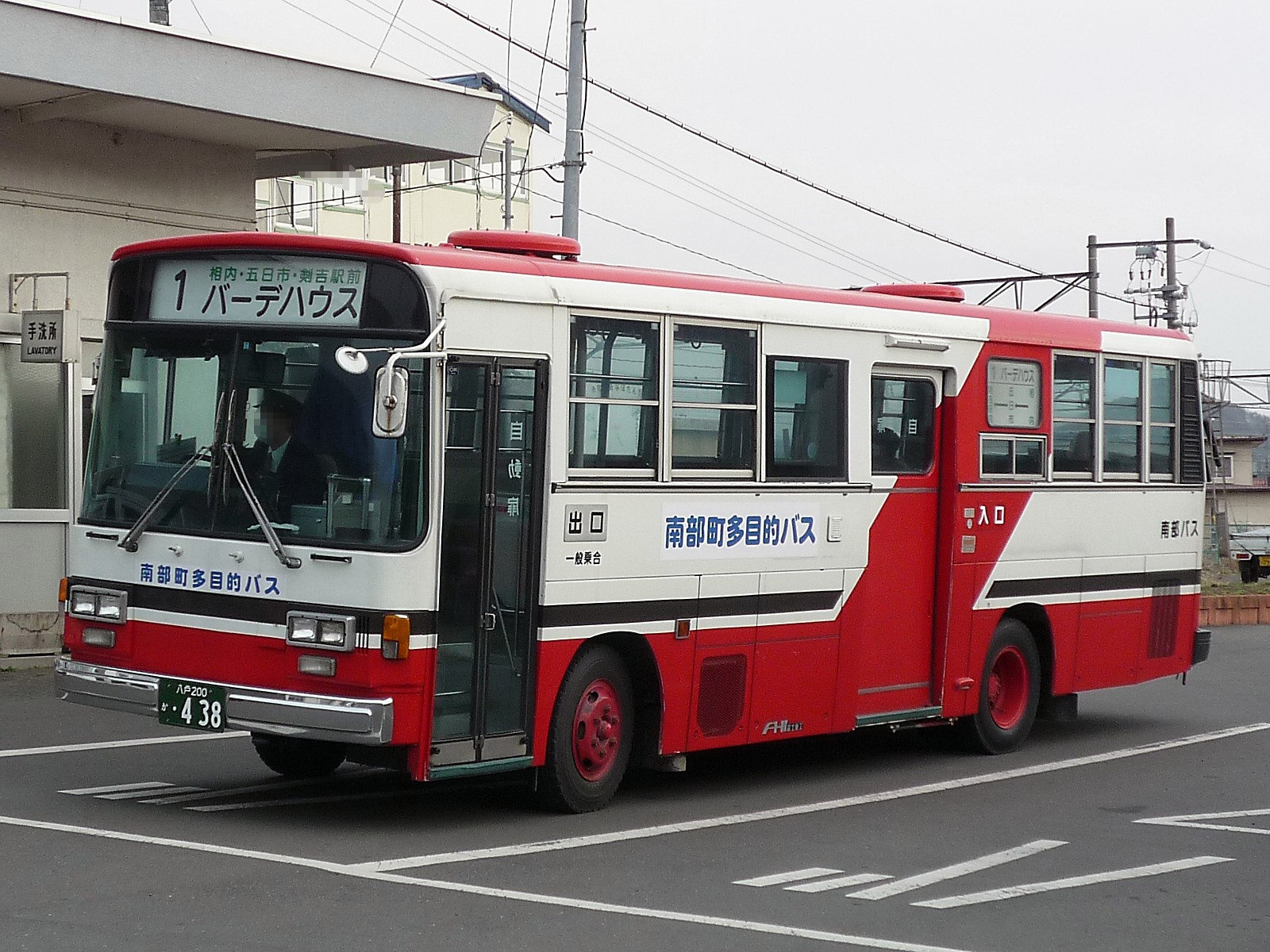
南部町多目的バス

南部町多目的バス（なんぶちょうたもくてきバス）は、青森県三戸郡南部町のうち、南部地区（旧：南部町）と福地地区（旧：福地村）の各地区内と、南部地区・福地地区の間を縦断して運行されるコミュニティバスであり、南部町では「多目的バス」と称している。旧：名川町域を運行するなんぶ里バス（旧：ながわ里バス）とは別路線となっており、統合の対象とはなっていなかったが、令和4年4月1日に統合され、｢なんぶちぇりバス｣と変更された。

## 概要
2006年1月1日、旧：福地村・名川町・旧：南部町（なんぶまち）の2町1村が合併し、新たな南部町（なんぶちょう）が誕生した。
それまでは、旧：名川町時代からの流れでながわ里バス（現：なんぶ里バス）を旧：名川町域のみにおいて運行してきたが、合併後の福地・南部の各地区においても路線拡大を目指し検討を重ねてきた（ただし合併前の福地町域に関しては過去にも実証実験を実施した経験がある）。
まずは2007年11月19日～12月16日の間、福地町域・南部町域に対しての多目的バス実証実験運行が行われた。そしてその実験運行の結果を反映し、交通不便地域の解消と各地区間の交流促進を目的に、2008年4月21日に南部町多目的バスを運行開始した。運行委託事業者はなんぶ里バスと同じく、南部バス（岩手県北自動車南部支社）となっている。

## 運行内容

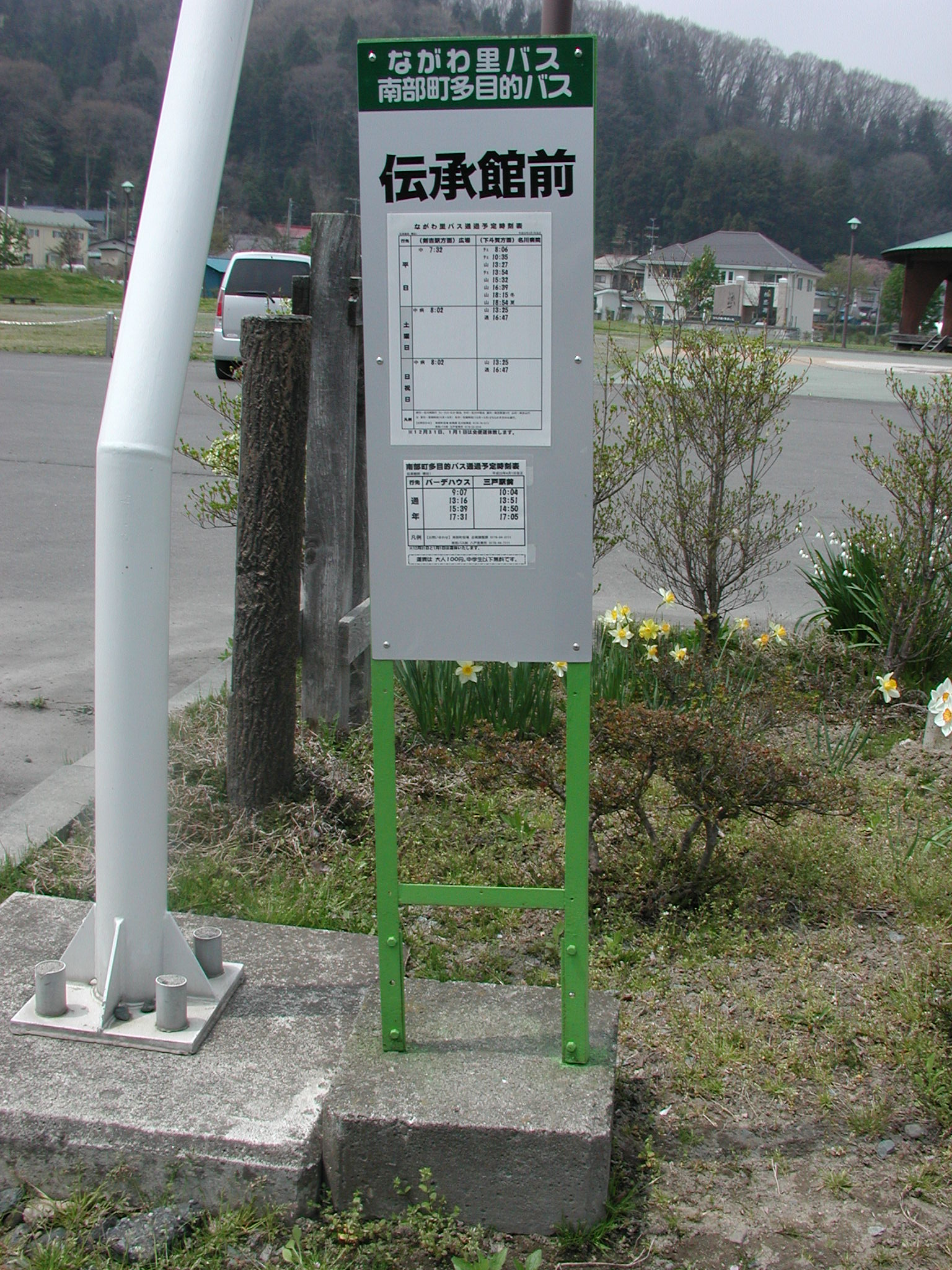
バス停ポール（「伝承館前」(ながわ里バスと共用)：2010年5月撮影）

- 運賃：大人（高校生以上）100円均一。中学生以下は無料（中学生は生徒手帳の提示が必要）。
- 乗車方式は中乗り前降り、運賃後払い方式。
- 定期券・回数券は発行していない。
  - 名川地区運行の「なんぶ里バス」専用回数券は共通利用できない。
  - 南部バスの定期券・回数券（回数券の共通利用を行う八戸市営バス・十和田観光電鉄発行のものを含む）は使用できない。
- 一部のバス停留所では、南部バスの一般路線・ながわ里バスの停留所ポールと兼用している。
- 年末年始の大晦日と元日は全便運休となる。
- 車両の待機・休憩・場所は「バーデハウスふくち」駐車場となる。
- 基本的には各営業所を朝に出庫、夜に入庫するダイヤを組む。

### 運行委託
- 南部バス（岩手県北自動車南部支社）
  - 八戸営業所[1]
  - 五戸営業所 - 2008年12月より[要出典]
  - 三戸営業所

### 沿革
- 2007年11月19日～同年12月16日 - 本格運行に向けての実証実験運行を実施。
- 2008年4月21日 - 運行開始。
- 2008年12月頃 - 担当を五戸営業所も拡大。[要出典]
- 2009年4月1日 - 麦沢線・糀木線・埖渡線において「ゆとりあ前」乗り入れ（該当3線の一部経路を変更）。
- 2017年3月1日 - 運行業務受託者であった南部バスの経営破綻に伴い、同社運営を引き継いだ岩手県北自動車（南部支社）への移管を実施。

## 路線
ここでは主要停留所のみ掲載する。なお全停留所については#外部リンクの節を参照のこと。
町内の鉄道駅と公共施設・病院などと各地域を結び運行する。バス停留所の「バーデハウスふくち」は、プール・温浴施設・トレーニングジムなどを備えた南部町の健康増進施設、「ゆとりあ前」は南部町総合保健福祉センター「ゆとりあ」。

### 三戸駅 - バーデハウス線
- 三戸駅前 - ボートピアなんぶ - 南部分庁舎前 - 諏訪ノ平 - 相内 - チェリーセンター - 名川分庁舎前 - 名川病院 - 下名久井 - 名農高前 - 剣吉駅前 - 下斗賀 - 福田入口 <名農高正門前 - 森越野月> - 福田 - 苫米地駅通り - 南部町役場前 - 高橋 - バーデハウスふくち

### 二又線
- 三戸駅前 - 牧野平 - 沖田面公民館 - 南部分庁舎前 - 古町 - 古町温泉 - 二又

### 麦沢線
- （ゆとりあ前 - 南部町役場前 - ）バーデハウスふくち - 片岸 - 南部町役場前 - 苫米地駅通り - ゆとりあ前 - 南部町役場前 - 福地局前 - 小泉 - 高橋第1 - 麦沢第3

### 椛木線
- バーデハウスふくち - 南部町役場前 - 苫米地駅通り - ゆとりあ前 - 福田 - あかね団地 - 東あかね - 法師岡 - あけぼの団地 - 杉沢 - 椛木 - 羽黒

### 埖渡線
- バーデハウスふくち - 南部町役場前 - 苫米地駅通り - ゆとりあ前 - 福田 - 埖渡 - 北山

## 車両
車両の塗装は南部バスの一般路線車と同一。一般路線バスとの誤乗防止などの観点から、車体に「南部町多目的バス」と表記して区別する。方向幕の表示は「南部町多目的バス」固定で、路線名や行き先は表示されない。
車両点検等で他の中型車両（日野・レインボーRJ、いすゞ・エルガミオなど）で運行される場合がある。その場合は正面に専用の垂れ幕が掲げられる。
専用車両
- いすゞ・ジャーニーK
  - 富士重工6Eボディ架装、八戸市交通部からの譲受車。
  - 同じく6E架装で小田急バスからの移籍車（八戸200か409）も在籍した。
- 日野・レインボーRB（U-RB1WEAA）
- 三菱ふそう・ローザ（八戸200あ131、八戸200あ132）方向幕付き路線仕様。
  - 132は阪急バスからの移籍車。
- 日野・リエッセ（八戸200か904）
  - 904は京王電鉄バスからの移籍車（元：日野市ミニバス S20505→京王バス南・寺田支所 T20505）。
- 日野・レインボーII（八戸200か967）
- 三菱ふそう・エアロミディME（八戸200か985、八戸200か1001）
  - 985、1001はともに船橋新京成バスからの移籍車。
- 日野・ポンチョ（八戸200か1036）
  - 2代目HX系、2019年導入。2ドアロングボディ、LED式行先表示器を搭載。